# Treizième circonscription du Nord
La treizième circonscription du Nord est l'une des 21 circonscriptions législatives françaises que compte le département du Nord.
Elle est représentée dans la XVIIe législature par Julien Gokel. Son suppléant est Jean Bodart.
Dans la série politique Baron Noir, la treizième circonscription du Nord est la circonscription d'élection du personnage principal Philippe Rickwaert.

## Description géographique

### De 1958 à 1986

Carte de la treizième circonscription du Nord en 1958

À la suite de l'ordonnance no 58-945 du 13 octobre 1958 relative à l'élection des députés à l'assemblée nationale, la Treizième circonscription du Nord était créée et regroupait les divisions administratives suivantes : 
- Canton de Bailleul-Nord-Est
- Canton de Bailleul-Sud-Ouest
- canton d'Hazebrouck-Nord
- canton d'Hazebrouck-Sud
- canton de Merville.

### De 1988 à 2010
Par la loi no 86-1197 du 24 novembre 1986
, et regroupait les divisions administratives suivantes : 
- Canton de Coudekerque-Branche
- canton de Dunkerque-Est (moins les communes de Bray-Dunes et Zuydcoote)
- canton de Dunkerque-Ouest (partie non comprise dans la Douzième circonscription du Nord.

### Depuis 2010
Depuis l'adoption de l'ordonnance no 2009-935 du 29 juillet 2009, ratifiée par le Parlement français le 21 janvier 2010, elle est composée des divisions administratives suivantes : 
- canton de Coudekerque-Branche
- canton de Dunkerque-Ouest
- Canton de Grande-Synthe.

Lors du recensement général de la population en 1999, réalisé par l'Institut national de la statistique et des études économiques (INSEE), la population totale de cette circonscription est estimée à 91 870 habitants,.

### Pyramide des âges
| Hommes | Classe d’âge   | Femmes |
| ------ | -------------- | ------ |
| 7      | 65 ans et plus | 10     |
| 29     | 20 à 64 ans    | 30     |
| 13     | 0 à 19 ans     | 12     |

### Catégorie socio-professionnelle
Répartition de la population active par catégorie socio-professionnelle en 2013
| Agriculteurs | Artisans, commerçants, chefs d'entreprise | Cadres, professions intellectuelles | Professions intermédiaires | Employés | Ouvriers | Retraités | Autres |
| ------------ | ----------------------------------------- | ----------------------------------- | -------------------------- | -------- | -------- | --------- | ------ |
| 0 %          | 1,8 %                                     | 4,1 %                               | 12,1 %                     | 17,3 %   | 16,9 %   | 25,1 %    | 22,8 % |

## Historique des résultats
| Législature | Début de mandat   | Fin de mandat     | Député              | Parti politique        | Observations |
| ----------- | ----------------- | ----------------- | ------------------- | ---------------------- | --- |
| Ire         | 9 décembre 1958   | 9 octobre 1962    | Auguste Damette     | RPF                    | Mandat écourté à la suite d'une dissolution parlementaire décidée par Charles de Gaulle.                                                                       |
| IIe         | 6 décembre 1962   | 2 avril 1967      | Auguste Damette     | UNR                    | |
| IIIe        | 3 avril 1967      | 30 mai 1968       | Auguste Damette     | UD-Ve                  | Mandat écourté à la suite d'une dissolution parlementaire décidée par Charles de Gaulle.                                                                       |
| IVe         | 11 juillet 1968   | 1er avril 1973    | Auguste Damette     | UDR                    | |
| Ve          | 2 avril 1973      | 2 avril 1978      | Auguste Damette     | UDR                    | |
| VIe         | 3 avril 1978      | 22 mai 1981       | Maurice Sergheraert | SE                     | Mandat écourté à la suite d'une dissolution parlementaire décidée par François Mitterrand.                                                                     |
| VIIe        | 2 juillet 1981    | 1er avril 1986    | Maurice Sergheraert | SE                     | |
| VIIIe       | 2 avril 1986      | 14 mai 1988       | Aucun               | Aucun                  | Proportionnelle par département, pas de député par circonscription. Mandat écourté à la suite d'une dissolution parlementaire décidée par François Mitterrand. |
| IXe         | 23 juin 1988      | 1er avril 1993    | André Delattre,     | PS,                    | Remplacement de Michel Delebarre nommé Ministre de l'Équipement, du logement, des transports et de la mer                                                      |
| Xe          | 2 avril 1993      | 21 avril 1997     | Emmanuel Dewees     | RPR                    | Mandat écourté à la suite d'une dissolution parlementaire décidée par Jacques Chirac.                                                                          |
| XIe         | 12 juin 1997      | 1er juillet 1998  | Michel Delebarre    | PS                     | Démission d'office de Michel Delebarre à la suite de sa nomination à la présidence du conseil régional du Nord-Pas-de-Calais, il y a une élection partielle.   |
| XIe         | 27 septembre 1998 | 18 juin 2002      | Franck Dhersin      | DL                     | Démission d'office de Michel Delebarre à la suite de sa nomination à la présidence du conseil régional du Nord-Pas-de-Calais, il y a une élection partielle.   |
| XIIe        | 19 juin 2002      | 19 juin 2007      | Michel Delebarre    | PS                     | |
| XIIIe       | 20 juin 2007      | 30 septembre 2011 | Michel Delebarre    | PS                     | Élu sénateur le 25 septembre 2011, le siège reste vacant jusqu'à la fin de la législature.                                                                     |
| XIVe        | 20 juin 2012      | 20 juin 2017      | Christian Hutin,    | MRC,                   | |
| XVe         | 21 juin 2017      | 21 juin 2022      | Christian Hutin     | DVG                    | |
| XVIe        | 22 juin 2022      | 9 juin 2024       | Christine Decodts   | Dunkerque en mouvement | Mandat écourté à la suite d'une dissolution parlementaire décidée par Emmanuel Macron.                                                                         |
| XVIIe       | 8 juillet 2024    | En cours          | Julien Gokel        | PS                     | |

## Historiques des élections

### Élections de 1958
| Candidat       | Candidat            | Parti          | Premier tour | Premier tour | Second tour | Second tour |  |
| Candidat       | Candidat            | Parti          | Voix         | %            | Voix        | %           |  |
| -------------- | ------------------- | -------------- | ------------ | ------------ | ----------- | ----------- |  |
|                | Auguste Damette élu | UNR            | 12 225       | 30,04        | 16 925      | 41,11       |  |
|                | Henri Desbuquois    | MRP            | 12 011       | 29,51        | 12 901      | 31,33       |  |
|                | Noël Josèphe        | SFIO           | 9 021        | 22,17        | 8 327       | 20,22       |  |
|                | Georges Vermeulen   | PCF            | 3 535        | 8,69         | 3 020       | 7,33        |  |
|                | Jean-Pierre Plichon | Modérés        | 2 305        | 5,66         | Retrait     | Retrait     |  |
|                | Auguste Blondiaux   | UFF            | 1 599        | 3,93         |             |             |  |
|                |                     |                |              |              |             |             |  |
| Inscrits       | Inscrits            | Inscrits       | 46 847       | 100,00       | 46 846      | 100,00      |  |
| Abstentions    | Abstentions         | Abstentions    | 5 367        | 11,46        | 5 103       | 10,89       |  |
| Votants        | Votants             | Votants        | 41 480       | 88,54        | 41 743      | 89,11       |  |
| Blancs et nuls | Blancs et nuls      | Blancs et nuls | 784          | 1,89         | 570         | 1,37        |  |
| Exprimés       | Exprimés            | Exprimés       | 40 696       | 98,11        | 41 173      | 98,63       |  |

Le suppléant d'Auguste Damette était le Docteur Louis Pétillon, conseiller général du canton de Merville, maire d'Estaires.

### Élections de 1962
| Candidat       | Candidat                      | Parti          | Premier tour | Premier tour | Second tour | Second tour |  |
| Candidat       | Candidat                      | Parti          | Voix         | %            | Voix        | %           |  |
| -------------- | ----------------------------- | -------------- | ------------ | ------------ | ----------- | ----------- |  |
|                | Auguste Damette sortant réélu | UNR-UDT        | 15 848       | 41,34        | 24 120      | 62,71       |  |
|                | Noël Josèphe                  | SFIO           | 8 392        | 21,89        | 14 345      | 37,29       |  |
|                | Henri Desbuquois              | MRP            | 7 246        | 18,9         | Retrait     | Retrait     |  |
|                | Albert Radenne                | PCF            | 3 792        | 9,89         | Retrait     | Retrait     |  |
|                | Louis Pétillon                | CNIP           | 3 058        | 7,98         | Retrait     | Retrait     |  |
|                |                               |                |              |              |             |             |  |
| Inscrits       | Inscrits                      | Inscrits       | 46 763       | 100,00       | 46 760      | 100,00      |  |
| Abstentions    | Abstentions                   | Abstentions    | 7 482        | 16           | 6 692       | 14,31       |  |
| Votants        | Votants                       | Votants        | 39 281       | 84           | 40 068      | 85,69       |  |
| Blancs et nuls | Blancs et nuls                | Blancs et nuls | 945          | 2,41         | 1 603       | 4           |  |
| Exprimés       | Exprimés                      | Exprimés       | 38 336       | 97,59        | 38 465      | 96          |  |

Le suppléant d'Auguste Damette était Joseph Legrand, ancien cultivateur, maire de Bailleul.

### Élections de 1967
| Candidat       | Candidat                      | Parti          | Premier tour | Premier tour | Second tour | Second tour |  |
| Candidat       | Candidat                      | Parti          | Voix         | %            | Voix        | %           |  |
| -------------- | ----------------------------- | -------------- | ------------ | ------------ | ----------- | ----------- |  |
|                | Auguste Damette sortant réélu | UD-Ve          | 18 468       | 45,84        | 23 576      | 60,22       |  |
|                | Roger Guffroy                 | SFIO (FGDS)    | 8 598        | 21,34        | 15 577      | 39,78       |  |
|                | Maurice Bécuwe                | CD (PDM)       | 7 665        | 19,02        | Retrait     | Retrait     |  |
|                | Georges Vermeulen             | PCF            | 5 559        | 13,8         | Retrait     | Retrait     |  |
|                |                               |                |              |              |             |             |  |
| Inscrits       | Inscrits                      | Inscrits       | 46 258       | 100,00       | 46 257      | 100,00      |  |
| Abstentions    | Abstentions                   | Abstentions    | 4 814        | 10,41        | 5 315       | 11,49       |  |
| Votants        | Votants                       | Votants        | 41 444       | 89,59        | 40 942      | 88,51       |  |
| Blancs et nuls | Blancs et nuls                | Blancs et nuls | 1 154        | 2,78         | 1 789       | 4,37        |  |
| Exprimés       | Exprimés                      | Exprimés       | 40 290       | 97,22        | 39 153      | 95,63       |  |

Le suppléant d'Auguste Damette était Joseph Legrand, maire de Bailleul.

### Élections de 1968
|                | Auguste Damette sortant réélu | UDR (URP)      | 21 477 | 53,48  |  |  |  |
|                | Jean Delobel                  | SFIO (FGDS)    | 6 697  | 16,68  |  |  |  |
|                | Gérard Lernout                | CD (PDM)       | 5 890  | 14,67  |  |  |  |
|                | Georges Vermeulen             | PCF            | 4 617  | 11,5   |  |  |  |
|                | Roger Amédro                  | PSU            | 1 476  | 3,68   |  |  |  |
|                |                               |                |        |        |  |  |  |
| Inscrits       | Inscrits                      | Inscrits       | 46 077 | 100,00 |  |  |  |
| Abstentions    | Abstentions                   | Abstentions    | 5 092  | 11,05  |  |  |  |
| Votants        | Votants                       | Votants        | 40 985 | 88,95  |  |  |  |
| Blancs et nuls | Blancs et nuls                | Blancs et nuls | 828    | 2,02   |  |  |  |
| Exprimés       | Exprimés                      | Exprimés       | 40 157 | 97,98  |  |  |  |

Le suppléant d'Auguste Damette était Guy Ledoux, docteur en médecine, conseiller général, conseiller municipal de Bailleul.

### Élections de 1973
| Candidat       | Candidat                      | Parti          | Premier tour | Premier tour | Second tour | Second tour |  |
| Candidat       | Candidat                      | Parti          | Voix         | %            | Voix        | %           |  |
| -------------- | ----------------------------- | -------------- | ------------ | ------------ | ----------- | ----------- |  |
|                | Auguste Damette sortant réélu | UDR (URP)      | 12 406       | 29,13        | 22 514      | 53,23       |  |
|                | Amand Moriss                  | PS (UGSD)      | 10 822       | 25,41        | 19 785      | 46,77       |  |
|                | Robert Devos                  | CD (MR)        | 7 341        | 17,24        | Retrait     | Retrait     |  |
|                | Michel Carbonnier             | PCF            | 5 666        | 13,3         | Retrait     | Retrait     |  |
|                | Jean-François Lherbier        | Divers droite  | 3 875        | 9,1          |             |             |  |
|                | Maurice Bécuwe                | Divers droite  | 2 479        | 5,82         |             |             |  |
|                |                               |                |              |              |             |             |  |
| Inscrits       | Inscrits                      | Inscrits       | 48 815       | 100,00       | 48 818      | 100,00      |  |
| Abstentions    | Abstentions                   | Abstentions    | 5 119        | 10,49        | 5 108       | 10,46       |  |
| Votants        | Votants                       | Votants        | 43 696       | 89,51        | 43 710      | 89,54       |  |
| Blancs et nuls | Blancs et nuls                | Blancs et nuls | 1 107        | 2,53         | 1 411       | 3,23        |  |
| Exprimés       | Exprimés                      | Exprimés       | 42 589       | 97,47        | 42 299      | 96,77       |  |

Le suppléant d'Auguste Damette était Guy Ledoux.

### Élections de 1978
| Candidat       | Candidat                | Parti             | Premier tour | Premier tour | Second tour | Second tour |  |
| Candidat       | Candidat                | Parti             | Voix         | %            | Voix        | %           |  |
| -------------- | ----------------------- | ----------------- | ------------ | ------------ | ----------- | ----------- |  |
|                | Maurice Sergheraert élu | Divers droite     | 23 864       | 48,41        | 27 985      | 56,23       |  |
|                | Amand Moriss            | PS                | 14 310       | 29,03        | 21 787      | 43,77       |  |
|                | Gilbert Nugou           | PCF               | 6 925        | 14,05        |             |             |  |
|                | Marie Liagre            | Divers écologiste | 1 853        | 3,76         |             |             |  |
|                | Françoise Le Hir        | LO                | 1 287        | 2,61         |             |             |  |
|                | Louis Dochy             | PFN               | 1 057        | 2,14         |             |             |  |
|                |                         |                   |              |              |             |             |  |
| Inscrits       | Inscrits                | Inscrits          | 55 444       | 100,00       | 55 444      | 100,00      |  |
| Abstentions    | Abstentions             | Abstentions       | 5 114        | 9,22         | 4 753       | 8,57        |  |
| Votants        | Votants                 | Votants           | 50 330       | 90,78        | 50 691      | 91,43       |  |
| Blancs et nuls | Blancs et nuls          | Blancs et nuls    | 1 034        | 2,05         | 919         | 1,81        |  |
| Exprimés       | Exprimés                | Exprimés          | 49 296       | 97,95        | 49 772      | 98,19       |  |

Le suppléant de Maurice Sergheraert était Gérard Beun, directeur d'école, maire de La Gorgue.

### Élections de 1981
|                | Maurice Sergheraert sortant réélu | Divers droite (UNM) | 24 452 | 51,60  |  |  |  |
|                | Amand Moriss                      | PS                  | 17 237 | 36,37  |  |  |  |
|                | Gilbert Nugou                     | PCF                 | 4 225  | 8,91   |  |  |  |
|                | Michel Tirmont                    | Divers écologiste   | 1 475  | 3,11   |  |  |  |
|                |                                   |                     |        |        |  |  |  |
| Inscrits       | Inscrits                          | Inscrits            | 57 673 | 100,00 |  |  |  |
| Abstentions    | Abstentions                       | Abstentions         | 9 624  | 16,69  |  |  |  |
| Votants        | Votants                           | Votants             | 48 049 | 83,31  |  |  |  |
| Blancs et nuls | Blancs et nuls                    | Blancs et nuls      | 660    | 1,37   |  |  |  |
| Exprimés       | Exprimés                          | Exprimés            | 47 389 | 98,63  |  |  |  |

Le suppléant de Maurice Sergheraert était Gérard Beun.

### Élections de 1988
| Candidat       | Candidat                       | Parti          | Premier tour | Premier tour | Second tour | Second tour |  |
| Candidat       | Candidat                       | Parti          | Voix         | %            | Voix        | %           |  |
| -------------- | ------------------------------ | -------------- | ------------ | ------------ | ----------- | ----------- |  |
|                | Michel Delebarre sortant réélu | PS             | 18 195       | 45,94        | 22 668      | 55,02       |  |
|                | Emmanuel Dewees                | RPR (URC)      | 12 136       | 30,64        | 18 531      | 44,98       |  |
|                | Philippe Eymery                | FN             | 4 055        | 10,24        |             |             |  |
|                | Robert Lenoir                  | diss. UDF      | 2 676        | 6,76         |             |             |  |
|                | Philippe Canonne               | PCF            | 2 028        | 5,12         |             |             |  |
|                | Roger Lallouette               | Extrême gauche | 515          | 1,3          |             |             |  |
|                |                                |                |              |              |             |             |  |
| Inscrits       | Inscrits                       | Inscrits       | 61 226       | 100,00       | 61 209      | 100,00      |  |
| Abstentions    | Abstentions                    | Abstentions    | 20 649       | 33,73        | 18 680      | 30,52       |  |
| Votants        | Votants                        | Votants        | 40 577       | 66,27        | 42 529      | 69,48       |  |
| Blancs et nuls | Blancs et nuls                 | Blancs et nuls | 972          | 2,4          | 1 330       | 3,13        |  |
| Exprimés       | Exprimés                       | Exprimés       | 39 605       | 97,6         | 41 199      | 96,87       |  |

Le suppléant de Michel Delebarre était André Delattre, maire de Coudekerque-Branche. André Delattre remplaça Michel Delebarre, nommé membre du gouvernement, du 29 juillet 1988 au 1er avril 1993.

### Élections de 1993
| Candidat       | Candidat                 | Parti          | Premier tour | Premier tour | Second tour | Second tour |  |
| Candidat       | Candidat                 | Parti          | Voix         | %            | Voix        | %           |  |
| -------------- | ------------------------ | -------------- | ------------ | ------------ | ----------- | ----------- |  |
|                | Emmanuel Dewees élu      | RPR (UPF)      | 13 217       | 31,18        | 24 638      | 60          |  |
|                | André Delattre sortant   | PS (ADFP)      | 9 952        | 23,48        | 16 422      | 40          |  |
|                | Claude Prouvoyeur        | CNI            | 6 961        | 16,42        |             |             |  |
|                | Bertrand Meurisse        | FN             | 4 719        | 11,13        |             |             |  |
|                | Dominique Martin-Ferrari | GÉ (EÉ)        | 3 101        | 7,32         |             |             |  |
|                | José Kiecken             | PCF            | 2 141        | 5,05         |             |             |  |
|                | Georgette Delannoy       | LT-LNÉ         | 1 711        | 4,04         |             |             |  |
|                | Marcel Fossaert          | LCR            | 583          | 1,38         |             |             |  |
|                |                          |                |              |              |             |             |  |
| Inscrits       | Inscrits                 | Inscrits       | 63 143       | 100,00       | 63 142      | 100,00      |  |
| Abstentions    | Abstentions              | Abstentions    | 18 419       | 29,17        | 18 730      | 29,66       |  |
| Votants        | Votants                  | Votants        | 44 724       | 70,83        | 44 412      | 70,34       |  |
| Blancs et nuls | Blancs et nuls           | Blancs et nuls | 2 339        | 5,23         | 3 352       | 7,55        |  |
| Exprimés       | Exprimés                 | Exprimés       | 42 385       | 94,77        | 41 060      | 92,45       |  |

Le suppléant d'Emmanuel Dewees était Franck Dhersin, UDF, juriste, maire de Téteghem.

### Élections de 1997
| Candidat       | Candidat                | Parti          | Premier tour | Premier tour | Second tour | Second tour |  |
| Candidat       | Candidat                | Parti          | Voix         | %            | Voix        | %           |  |
| -------------- | ----------------------- | -------------- | ------------ | ------------ | ----------- | ----------- |  |
|                | Michel Delebarre élu    | PS             | 15 728       | 37,59        | 24 262      | 56,9        |  |
|                | Emmanuel Dewees sortant | RPR            | 10 655       | 25,47        | 18 378      | 43,1        |  |
|                | Philippe Eymery         | FN             | 7 330        | 17,52        |             |             |  |
|                | Gérard Miroux           | PCF            | 2 039        | 4,87         |             |             |  |
|                | Marcel Lefèvre          | Les Verts      | 1 354        | 3,24         |             |             |  |
|                | Véronique de Miribel    | CNIP (LDI)     | 1 210        | 2,89         |             |             |  |
|                | Jacques Volant          | LO             | 1 182        | 2,83         |             |             |  |
|                | Henri Darbes            | GÉ             | 715          | 1,71         |             |             |  |
|                | Christiane Lenglet      | LT-LNÉ         | 638          | 1,52         |             |             |  |
|                | Marcel Fossaert         | LCR            | 386          | 0,92         |             |             |  |
|                | Didier Schein           | PT             | 301          | 0,72         |             |             |  |
|                | Christian Joseph        | Divers droite  | 161          | 0,38         |             |             |  |
|                | Alain Delbecq           | Divers droite  | 141          | 0,34         |             |             |  |
|                |                         |                |              |              |             |             |  |
| Inscrits       | Inscrits                | Inscrits       | 64 454       | 100,00       | 64 454      | 100,00      |  |
| Abstentions    | Abstentions             | Abstentions    | 20 678       | 32,08        | 18 949      | 29,4        |  |
| Votants        | Votants                 | Votants        | 43 776       | 67,92        | 45 505      | 70,6        |  |
| Blancs et nuls | Blancs et nuls          | Blancs et nuls | 1 936        | 4,42         | 2 865       | 6,3         |  |
| Exprimés       | Exprimés                | Exprimés       | 41 840       | 95,58        | 42 640      | 93,7        |  |

Le suppléant de Michel Delebarre était André Delattre, ancien député.

### Élections partielles de 1998
Organisées à la suite de la démission de Michel Delebarre devenu président de la région Nord-Pas-de-Calais et atteint par le cumul des mandats.
| Candidat           | Candidat           | Parti          | Premier tour | Premier tour | Second tour | Second tour |  |
| Candidat           | Candidat           | Parti          | Voix         | %            | Voix        | %           |  |
| ------------------ | ------------------ | -------------- | ------------ | ------------ | ----------- | ----------- |  |
|                    | André Delattre     | PS             | 7 944        | 31,26        | 13 681      | 49,18       |  |
|                    | Franck Dhersin élu | DL (APF)       | 7 884        | 31,02        | 14 134      | 50,81       |  |
|                    | Philippe Eymery    | FN             | 3 887        | 15,29        |             |             |  |
|                    | Vincent Leignel    | Divers gauche  | 1 893        | 7,44         |             |             |  |
|                    | Marchel Lefèvre    | Les Verts      | 1 225        | 4,82         |             |             |  |
|                    | Gérard Miroux      | PCF            | 799          | 3,14         |             |             |  |
|                    | Jacques Volant     | LO             | 547          | 2,15         |             |             |  |
|                    | François Bastien   | Divers gauche  | 394          | 1,55         |             |             |  |
|                    | Roger Lalouette    | ALT            | 365          | 1,43         |             |             |  |
|                    | Marc Pagnier       | MDC            | 287          | 1,12         |             |             |  |
|                    | Marcel Fossaert    | LCR            | 187          | 0,73         |             |             |  |
|                    |                    |                |              |              |             |             |  |
| Inscrits           | Inscrits           | Inscrits       | 65 202       | 100,00       | 65 202      | 100,00      |  |
| Abstentions        | Abstentions        | Abstentions    | 39 033       | 59,86        | 35 727      | 54,79       |  |
| Votants            | Votants            | Votants        | 26 169       | 40,14        | 29 475      | 45,21       |  |
| Blancs et nuls     | Blancs et nuls     | Blancs et nuls | 757          | 2,89         | 1 660       | 5,63        |  |
| Exprimés           | Exprimés           | Exprimés       | 25 412       | 97,11        | 27 815      | 94,37       |  |
| Source : Le Monde, |                    |                |              |              |             |             |  |

### Élections de 2002
| Candidat       | Candidat               | Parti             | Premier tour | Premier tour | Second tour | Second tour |  |
| Candidat       | Candidat               | Parti             | Voix         | %            | Voix        | %           |  |
| -------------- | ---------------------- | ----------------- | ------------ | ------------ | ----------- | ----------- |  |
|                | Michel Delebarre élu   | PS                | 15 522       | 38,02        | 19 797      | 51,61       |  |
|                | Franck Dhersin sortant | UMP               | 14 393       | 35,25        | 18 562      | 48,39       |  |
|                | Françoise Coolzaet     | FN                | 3 983        | 9,76         |             |             |  |
|                | Philippe Eymery        | MNR               | 2 336        | 5,72         |             |             |  |
|                | Philippe Rousselle     | Les Verts         | 884          | 2,17         |             |             |  |
|                | Roland Fourmentel      | PCF               | 668          | 1,64         |             |             |  |
|                | Jean-Louis Sassy       | CPNT              | 630          | 1,54         |             |             |  |
|                | Jacques Volant         | LO                | 572          | 1,4          |             |             |  |
|                | Christophe Lefebvre    | Divers écologiste | 449          | 1,1          |             |             |  |
|                | Marcel Fossaert        | LCR               | 411          | 1,01         |             |             |  |
|                | Claude Nicolet         | Pôle républicain  | 366          | 0,9          |             |             |  |
|                | Évelyne Oddoux         | Extrême gauche    | 180          | 0,44         |             |             |  |
|                | Yves Diaine            | Divers            | 175          | 0,43         |             |             |  |
|                | Charles Lemaire        | MÉI               | 142          | 0,35         |             |             |  |
|                | Nicole Groffier        | Divers écologiste | 117          | 0,29         |             |             |  |
|                |                        |                   |              |              |             |             |  |
| Inscrits       | Inscrits               | Inscrits          | 64 968       | 100,00       | 64 969      | 100,00      |  |
| Abstentions    | Abstentions            | Abstentions       | 23 327       | 35,91        | 24 102      | 37,1        |  |
| Votants        | Votants                | Votants           | 41 641       | 64,09        | 40 867      | 62,9        |  |
| Blancs et nuls | Blancs et nuls         | Blancs et nuls    | 813          | 1,95         | 2 508       | 6,14        |  |
| Exprimés       | Exprimés               | Exprimés          | 40 828       | 98,05        | 38 359      | 93,86       |  |

Le suppléant de Michel Delebarre était Jo Dairin, chef d'entreprise, Président de la Chambre de commerce et d'industrie de Dunkerque.

### Élections de 2007
| Candidat       | Candidat                       | Parti               | Premier tour | Premier tour | Second tour | Second tour |  |
| Candidat       | Candidat                       | Parti               | Voix         | %            | Voix        | %           |  |
| -------------- | ------------------------------ | ------------------- | ------------ | ------------ | ----------- | ----------- |  |
|                | Michel Delebarre sortant réélu | PS                  | 16 435       | 40,5         | 22 338      | 53,12       |  |
|                | Franck Dhersin                 | UMP                 | 16 193       | 39,9         | 19 712      | 46,88       |  |
|                | Sandrine Lejeune-Le Pallac     | UDF–MoDem           | 1 754        | 4,32         |             |             |  |
|                | Ursula Maltese                 | FN                  | 1 432        | 3,53         |             |             |  |
|                | José Deswarte                  | LCR                 | 919          | 2,26         |             |             |  |
|                | Paulo-Serge Lopes              | Les Verts           | 913          | 2,25         |             |             |  |
|                | Véronique de Miribel           | Divers droite       | 612          | 1,51         |             |             |  |
|                | Patrice Haezebrouck            | PCF                 | 569          | 1,4          |             |             |  |
|                | Claudine Debove                | LT-LNÉ              | 503          | 1,24         |             |             |  |
|                | Patrick Nowe                   | CPNT                | 457          | 1,13         |             |             |  |
|                | Jacques Volant                 | LO                  | 408          | 1,01         |             |             |  |
|                | Janine Bourel                  | MNR                 | 204          | 0,5          |             |             |  |
|                | Cindy Bignardi                 | Extrême gauche (GA) | 180          | 0,44         |             |             |  |
|                |                                |                     |              |              |             |             |  |
| Inscrits       | Inscrits                       | Inscrits            | 65 044       | 100,00       | 65 044      | 100,00      |  |
| Abstentions    | Abstentions                    | Abstentions         | 23 721       | 36,47        | 21 616      | 33,23       |  |
| Votants        | Votants                        | Votants             | 41 323       | 63,53        | 43 428      | 66,77       |  |
| Blancs et nuls | Blancs et nuls                 | Blancs et nuls      | 744          | 1,8          | 1 378       | 3,17        |  |
| Exprimés       | Exprimés                       | Exprimés            | 40 579       | 98,2         | 42 050      | 96,83       |  |

### Élections de 2012
| Candidat       | Candidat                      | Parti          | Premier tour | Premier tour | Second tour | Second tour |  |
| Candidat       | Candidat                      | Parti          | Voix         | %            | Voix        | %           |  |
| -------------- | ----------------------------- | -------------- | ------------ | ------------ | ----------- | ----------- |  |
|                | Christian Hutin sortant réélu | MRC (PS)       | 22 564       | 47,87        | 28 874      | 64,73       |  |
|                | Philippe Eymery               | FN (RBM)       | 10 982       | 23,30        | 15 730      | 35,27       |  |
|                | François Rosseel              | UMP            | 7 034        | 14,92        |             |             |  |
|                | David Thiébaut                | PCF (FG)       | 2 236        | 4,74         |             |             |  |
|                | Marcel Lefevre                | EÉLV (MÉI)     | 1 295        | 2,75         |             |             |  |
|                | Pierre Yana                   | MoDem (CpF)    | 796          | 1,69         |             |             |  |
|                | Dominique Wailly              | LO             | 519          | 1,10         |             |             |  |
|                | Laurence Hernoult             | LT-LNÉ         | 506          | 1,07         |             |             |  |
|                | José Deswarte                 | NPA            | 401          | 0,85         |             |             |  |
|                | Bénamar Serbout               | PAS            | 288          | 0,61         |             |             |  |
|                | Cindy Bignardi                | ALT            | 214          | 0,45         |             |             |  |
|                | Samuel Bresse                 | AÉI            | 198          | 0,42         |             |             |  |
|                | Benjamin Bak                  | S&P            | 105          | 0,22         |             |             |  |
|                |                               |                |              |              |             |             |  |
| Inscrits       | Inscrits                      | Inscrits       | 90 528       | 100,00       | 90 529      | 100,00      |  |
| Abstentions    | Abstentions                   | Abstentions    | 42 226       | 46,64        | 43 326      | 47,86       |  |
| Votants        | Votants                       | Votants        | 48 302       | 53,36        | 47 203      | 52,14       |  |
| Blancs et nuls | Blancs et nuls                | Blancs et nuls | 1 164        | 2,41         | 2 599       | 5,51        |  |
| Exprimés       | Exprimés                      | Exprimés       | 47 138       | 97,59        | 44 604      | 94,49       |  |

### Élections de 2017
Député sortant : Christian Hutin (Mouvement républicain et citoyen).
|                                                                       |                                                                        |                           |                           |                          |                          |
|                                                                       |                                                                        | Premier tour 11 juin 2017 | Premier tour 11 juin 2017 | Second tour 18 juin 2017 | Second tour 18 juin 2017 |
|                                                                       |                                                                        |                           |                           |                          |                          |
|                                                                       |                                                                        | Nombre                    | % des inscrits            | Nombre                   | % des inscrits           |
| Inscrits                                                              | Inscrits                                                               | 89 284                    | 100,00                    | 89 284                   | 100,00                   |
| Abstentions                                                           | Abstentions                                                            | 49 715                    | 55,68                     | 52 767                   | 59,10                    |
| Votants                                                               | Votants                                                                | 39 569                    | 44,32                     | 36 517                   | 40,90                    |
|                                                                       |                                                                        |                           | % des votants             |                          | % des votants            |
| Bulletins blancs                                                      | Bulletins blancs                                                       | 837                       | 2,12                      | 1 797                    | 4,92                     |
| Bulletins nuls                                                        | Bulletins nuls                                                         | 272                       | 0,69                      | 704                      | 1,93                     |
| Suffrages exprimés                                                    | Suffrages exprimés                                                     | 38 460                    | 97,20                     | 34 016                   | 93,15                    |
|                                                                       |                                                                        |                           |                           |                          |                          |
| Candidat Étiquette politique (partis et alliances)                    | Candidat Étiquette politique (partis et alliances)                     | Voix                      | % des exprimés            | Voix                     | % des exprimés           |
|                                                                       |                                                                        |                           |                           |                          |                          |
|                                                                       | Philippe Eymery Front national                                         | 9 893                     | 25,72                     | 12 478                   | 36,68                    |
|                                                                       | Christian Hutin (député sortant) Mouvement républicain et citoyen (PS) | 9 507                     | 24,72                     | 21 538                   | 63,32                    |
|                                                                       | Sarah Robin La République en marche                                    | 8 283                     | 21,54                     |                          |                          |
|                                                                       | Elio Berte-Langereau La France insoumise                               | 5 434                     | 14,13                     |                          |                          |
|                                                                       | Virginie Henocq Europe Écologie Les Verts                              | 1 600                     | 4,16                      |                          |                          |
|                                                                       | Mickaëlle Lefèvre Union des démocrates et indépendants                 | 1 584                     | 4,12                      |                          |                          |
|                                                                       | Delphine Castelli Parti communiste français                            | 680                       | 1,77                      |                          |                          |
|                                                                       | Anthony Simati Sans étiquette                                          | 633                       | 1,65                      |                          |                          |
|                                                                       | Jacques Volant Lutte ouvrière                                          | 500                       | 1,30                      |                          |                          |
|                                                                       | Catherine Mogis Union populaire républicaine                           | 254                       | 0,66                      |                          |                          |
|                                                                       | Christophe Legros Sans étiquette                                       | 92                        | 0,24                      |                          |                          |
| Source : Ministère de l'Intérieur - Treizième circonscription du Nord |                                                                        |                           |                           |                          |                          |

### Élections de 2022
|                                                    |                                                    |                           |                           |                          |                          |
|                                                    |                                                    | Premier tour 12 juin 2022 | Premier tour 12 juin 2022 | Second tour 19 juin 2022 | Second tour 19 juin 2022 |
|                                                    |                                                    |                           |                           |                          |                          |
|                                                    |                                                    | Nombre                    | % des inscrits            | Nombre                   | % des inscrits           |
| Inscrits                                           | Inscrits                                           | 86 991                    | 100,00                    | 87 014                   | 100,00                   |
| Abstentions                                        | Abstentions                                        | 51 177                    | 58,88                     | 53 037                   | 60,95                    |
| Votants                                            | Votants                                            | 35 814                    | 41,11                     | 33 977                   | 39,05                    |
|                                                    |                                                    |                           | % des votants             |                          | % des votants            |
| Bulletins blancs                                   | Bulletins blancs                                   | 806                       | 2,25                      | 1 825                    | 5,37                     |
| Bulletins nuls                                     | Bulletins nuls                                     | 254                       | 0,71                      | 600                      | 1,77                     |
| Suffrages exprimés                                 | Suffrages exprimés                                 | 34 754                    | 39,95                     | 31 552                   |                          |
|                                                    |                                                    |                           |                           |                          |                          |
| Candidat Étiquette politique (partis et alliances) | Candidat Étiquette politique (partis et alliances) | Voix                      | % des exprimés            | Voix                     | % des exprimés           |
|                                                    |                                                    |                           |                           |                          |                          |
|                                                    | Christine Decodts Ensemble                         | 11 317                    | 32,56                     | 16 497                   | 52,29                    |
|                                                    | Yohann Duval RN                                    | 10 506                    | 30,23                     | 15 055                   | 47,71                    |
|                                                    | Damien Lacroix NUPES (FI)                          | 8 394                     | 24,15                     |                          |                          |
|                                                    | Véronique de Miribel LR                            | 1 390                     | 4,00                      |                          |                          |
|                                                    | Eugénie Madelaine REC                              | 1 056                     | 3,04                      |                          |                          |
|                                                    | Alexis Peltier PA                                  | 950                       | 2,73                      |                          |                          |
|                                                    | Clément Bézine LO                                  | 698                       | 2,01                      |                          |                          |
|                                                    | Maëva Menneboo EPL                                 | 443                       | 1,27                      |                          |                          |

### Élections de 2024
| Candidat                 | Candidat                 | Parti et coalition       | Nuance                   | Premier tour | Premier tour | Second tour | Second tour |
| Candidat                 | Candidat                 | Parti et coalition       | Nuance                   | Voix         | %            | Voix        | %           |
| ------------------------ | ------------------------ | ------------------------ | ------------------------ | ------------ | ------------ | ----------- | ----------- |
|                          | Maxence Accart           | RN                       | RN                       | 21 662       | 43,52        | 23 021      | 46,24       |
|                          | Julien Gokel,            | PS diss.                 | DIV                      | 16 026       | 32,20        | 26 769      | 53,76       |
|                          | Damien Lacroix           | LFI (NFP)                | UG                       | 10 913       | 21,92        | Retrait     | Retrait     |
|                          | Clément Bézine           | LO                       | EXG                      | 1 175        | 2,36         |             |             |
|                          |                          |                          |                          |              |              |             |             |
| Suffrages exprimés       | Suffrages exprimés       | Suffrages exprimés       | Suffrages exprimés       | 49 776       | 96,95        | 49 790      | 96,39       |
| Votes blancs             | Votes blancs             | Votes blancs             | Votes blancs             | 1 173        | 2,28         | 1 346       | 2,61        |
| Votes nuls               | Votes nuls               | Votes nuls               | Votes nuls               | 392          | 0,76         | 520         | 1,01        |
| Total                    | Total                    | Total                    | Total                    | 51 341       | 100          | 51 656      | 100         |
| Abstention               | Abstention               | Abstention               | Abstention               | 34 704       | 40,33        | 34 405      | 39,98       |
| Inscrits / participation | Inscrits / participation | Inscrits / participation | Inscrits / participation | 86 045       | 59,67        | 86 061      | 60,02       |

Le suppléant de Julien Gokel est Jean Bodart, maire DVG de Dunkerque (2023-2024), ancien cadre dans la sidérurgie.